# Johann Horvath
Johann "Hans" Horvath (20 de maig de 1903 - 30 de juliol 1968) fou un futbolista austríac de les dècades de 1920 i 1930.
Horvath fou un dels grans golejadors del futbol austríac dels anys 20. Jugà a diversos clubs de Viena. Passà més temporades al 1. Simmeringer SC però també jugà amb el Rapid Wien, club on fou finalista de la Copa Mitropa els anys 1927 i 1928.
Debutà amb la selecció d'Àustria l'any 1924 en un partit davant Alemanya i on marcà el seu primer gol amb la selecció. Participà en la Copa del Món de Futbol de 1934, competició on marcà dos gols. En total disputà 46 partits amb la selecció marcant 29 gols. El seu darrer partit internacional fou l'octubre de 1936 davant Hongria.

## Palmarès
- Lliga austríaca de futbol (2):
  - 1929, 1930